# Stenogastrura hiemalis
Stenogastrura hiemalis är en urinsektsart som beskrevs av Christiansen och Bellinger 1980. Stenogastrura hiemalis ingår i släktet Stenogastrura och familjen Hypogastruridae. Inga underarter finns listade i Catalogue of Life.